# Вурсат
Вурсат (устар. Вурсат-Юган) — река в России, протекает по территории Ханты-Мансийского района Ханты-Мансийского автономного округа. Устье реки находится в 6 км по правому берегу реки Охтьюган. Длина реки — 13 км.

## Данные водного реестра
По данным государственного водного реестра России относится к Верхнеобскому бассейновому округу, водохозяйственный участок реки — Обь от города Нефтеюганск до впадения реки Иртыш, речной подбассейн реки — Обь ниже Ваха до впадения Иртыша. Речной бассейн реки — (Верхняя) Обь до впадения Иртыша.
Код объекта в государственном водном реестре — 13011100212115200051373.